# Liste der Kulturdenkmale in Schwaikheim

Wappen der Gemeinde Schwaikheim

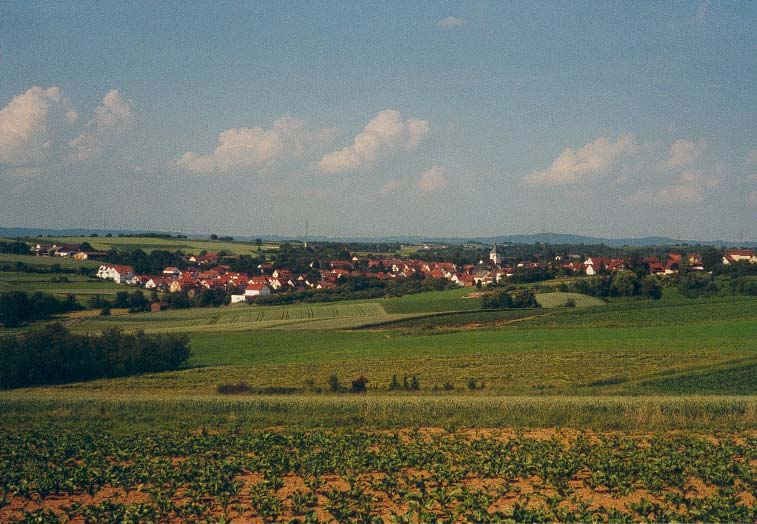
Blick auf Schwaikheim

In der Liste der Kulturdenkmale in Schwaikheim sind Bau- und Kunstdenkmale der Gemeinde Schwaikheim verzeichnet. Die Übersicht enthält Kulturdenkmale von besonderer Bedeutung gemäß § 12 Denkmalschutzgesetz, die im Denkmalbuch eingetragen sind.
Die Liste wurde nach dem Flächennutzungsplan GVV Winnenden und Gemeinde Berglen – Erläuterungsbericht erstellt.
Stand dieser Liste ist der 29. Juni 2005 / 2. November 2005.
Diese Liste ist nicht rechtsverbindlich. Eine rechtsverbindliche Auskunft ist lediglich auf Anfrage bei der zuständigen Denkmalschutzbehörde erhältlich.

## Kulturdenkmale in Schwaikheim
| Bild           | Bezeichnung              | Lage                              | Datierung | Beschreibung | ID |
| -------------- | ------------------------ | --------------------------------- | --------- | --- | -- |
| Weitere Bilder | Evangelische Pfarrkirche | Schwaikheim, Pfarrgasse 1 (Karte) |           | Am nördlichen Ortsrand erhöht über dem Zipfelbach gelegene ev. Pfarrkirche (spätgotische Turmchoranlage 1487/88) und ev. Pfarrhaus um 1600 in umgebender historischer Bebauung. Geschützt nach § 12 DSchG |    |